# Domenico Pappaterra
Domenico Pappaterra (Mormanno, 4 dicembre 1958) è un politico italiano.

## Biografia
Sindaco di Mormanno per il Partito Socialista Italiano  dal 1983 al 1990 e poi ancora dal 1992 al 1995.
Consigliere regionale in Calabria dal 1995 al 2001, ricopre il ruolo di presidente della Commissione sviluppo economico e dal 1999 al 2000 è assessore regionale all'ambiente, parchi, tutela delle coste e urbanistica.
Viene eletto alla Camera dei deputati nel 2001 nel Collegio uninominale di Castrovillari per l'L'Ulivo. Fa parte della componente dello SDI nel gruppo misto. Nel 2006 si ricandida alla Camera in Calabria con la Rosa nel pugno, risultando non eletto. Intanto fino al 2007 è consigliere comunale a Mormanno per l'Ulivo.
Il 31 agosto 2007 diventa presidente dell'Ente Parco nazionale del Pollino.
Successivamente con il PD è candidato alle elezioni regionali in Calabria del 2010 e poi a quelle del 2014, nella circoscrizione provinciale di Cosenza, risultando non eletto.